# Sucha Beskidzka
Sucha Beskidzka (jusqu'en 1965 Sucha) est une ville de Pologne située dans la voïvodie de Petite-Pologne. La ville est le chef-lieu du district qui porte son nom. De 1975 à 1998, la ville appartenait à la voïvodie de Bielsko.
La ville est située dans une petite vallée au bord des Beskides (Beskid Makowski et Beskid Żywiecki), au confluent de la rivière Stryszawka à Skawa. Selon les données de juin 2004, la ville avait 9 750 habitants. Depuis de début du XXIe siècle la population a légèrement diminué.

## Personnalités nées dans la ville
Les cinéastes américains Billy Wilder (en 1906) et W. Lee Wilder, frère du précédent, (en 1904) sont nés à Sucha.

## Enseignement supérieur
La ville dispose de deux établissements d'enseignement supérieur :
- l'École supérieure de tourisme et d'écologie de Sucha Beskidzka
- un collège de formation des maîtres de langues étrangères (NKJO)

## Jumelages
- Ceriale (Italie)
- Frombork (Pologne)
- Jászberény (Hongrie)